# Antillogidiella martini
Antillogidiella martini is een vlokreeftensoort uit de familie van de Bogidiellidae. De wetenschappelijke naam van de soort is voor het eerst geldig gepubliceerd in 1978 door Stock.